# 乌尔姆路
48°50′37.00″N 02°20′41.00″E / 48.8436111°N 2.3447222°E
乌尔姆路（法語：Rue d'Ulm）是位于巴黎五区先贤祠街区的一条路。巴黎高等师范学校就坐落在这条路边，因而得名ENS Ulm。

## 地理位置
乌尔姆路自先贤祠广场起延伸至Claude-Bernard路和盖-吕萨克路的交叉口，全长约500米。

## 路名的历史

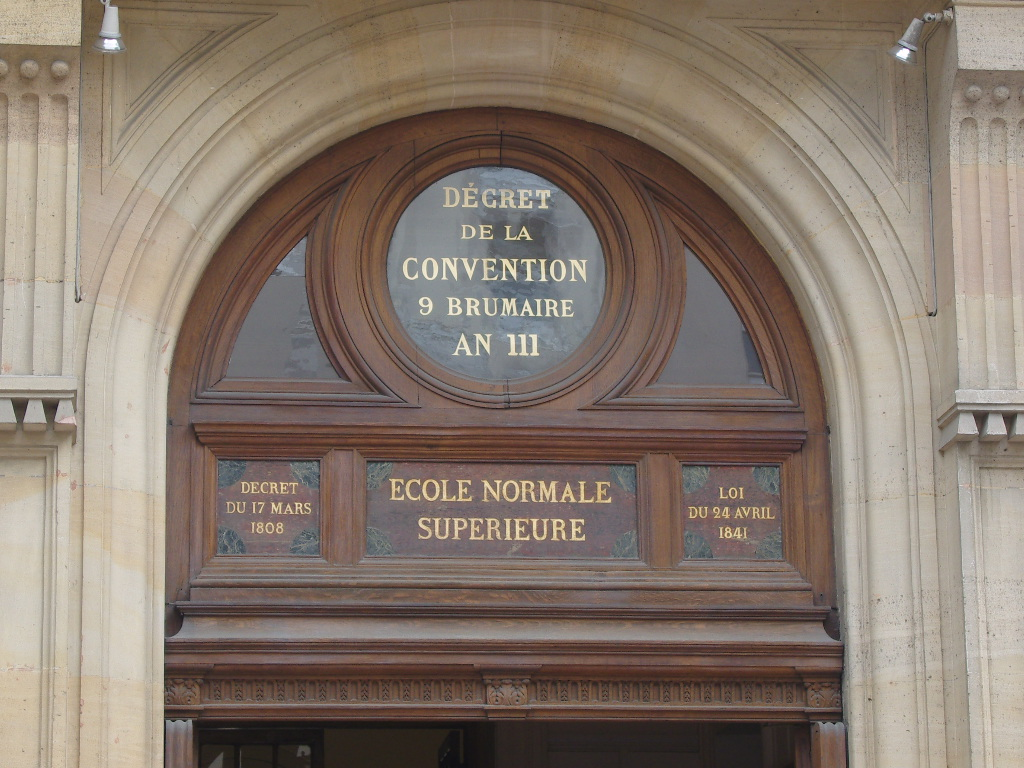
巴黎高等师范学校的正门上的圆形纪念雕刻

乌尔姆路建造于1807年。它得名于德国城市乌尔姆，因为在不久之前在那里发生的乌尔姆战役中，拿破仑打了胜仗。
在口语中，“时常光顾乌尔姆路”或者“在乌尔姆路呆过”用于指从高等师范学校毕业的学生。此外乌尔姆路也是阿兰·佩勒菲特在1946年出版的一本回忆录的名字。

## 几个特别的地址
乌尔姆路的出名得益于位于45号的高等师范学校，它已经成了这条路的同义词。此外，路上还有居里研究所、国立高等装饰艺术学校以及法兰西公学院的一部分，以及庞加莱研究所。

从1955年到70年代初期，这条路的29号曾经是一个电影院，在法国电影中心的安排下播放电影。

## 巴黎的南北向轴
巴黎的南北向轴（拉丁文：cardo）就是今天的圣雅克路和圣米歇尔大道，它穿过了圣日内维耶山。路易勒格朗中学、法兰西公学院和国立工艺学院就坐落在这条cardo轴上，而高等师范学校以及综合理工学院旧址则稍微偏离这条轴一些。